# Municipio Federación
Federación es uno de los 25 municipios que forman parte del Estado Falcón, Venezuela. Su capital es la población de Churuguara. Tiene una superficie de 1084 km² y se estima que para 2023 su población era aproximadamente de 32 453 habitantes. Este municipio está conformado por 5 parroquias, Agua Larga, Churuguara, El Paují, Independencia y Mapararí.
Debe su nombre en honor a las batallas que se libraron en la Guerra Federal de Venezuela entre 1859 y 1863, algunas de ellas se efectuaron en lo que hoy es el territorio del Municipio Federación. Una de esas batallas fue La batalla de la Peñita en dónde las tropas federales del Mariscal Juan C. Falcón derrotaron a las tropas del General Facundo.

## Historia
En 1842, el área fue elevada a la categoría de parroquia civil, integrándose dentro del Cantón de San Luis, correspondiente al actual Municipio Bolívar del estado Falcón. Posteriormente, en 1874, con la conformación del estado Falcón como entidad federal, la localidad adquirió el rango de distrito, recibiendo la denominación de Distrito Churuguara.
En el año 1904, se adoptó oficialmente el nombre de Distrito Federación, nombre bajo el cual se mantuvo hasta finales del siglo xx. En 1989, como consecuencia de una nueva reforma de la Ley de División Político-Territorial, el distrito fue dividido en dos entidades autónomas: el Municipio Autónomo Federación y el Municipio Autónomo Unión, en el marco del proceso nacional de descentralización administrativa.

## Geografía
Está ubicado al sur del Estado Falcón en un área montañosa dominada por la cordillera de Buena Vista, se ubica entre los 250 y 500 metros de altura, al suroeste se encuentra el río Tocuyo que sirve de límite con el Estado Lara. Es el municipio falconiano con las temperaturas más bajas alcanzando los 15 °C en meses fríos con un promedio mensual de 21,4 °C.

### Límites
El municipio limita al norte con los municipios Sucre, Bolívar y Petit; al sur con el municipio Urdaneta del estado Lara, al este con el municipio Unión y al oeste con el municipio Democracia.

### Organización párroquial
| Parroquia     | Capital    |
| ------------- | ---------- |
| Agua Larga    | Agua Larga |
| Churuguara    | Churuguara |
| El Paují      | El Paují   |
| Independencia | Tupí       |
| Mapararí      | Mapararí   |

## Festividades
- Fiestas patronales en honor a San Juan Bautista: en todo el municipio el 24 de junio.
- Feria agropecuaria y artesanal: Churuguara mes de agosto.
- Baile de las Turas: en Mapararí cada 23 y 24 de septiembre.
- Feria del pesebre: en todo el municipio, mes de diciembre.
- Llegada del conquistador Ysmael: en todo el municipio, 19 de marzo.

## Política y gobierno

### Alcaldes
| Período     | Alcalde               | Partido político / Alianza                 | % de votos | Notas |
| ----------- | --------------------- | ------------------------------------------ | ---------- | --- |
| 1989 - 1992 | Jesús Alberto Cordero |                                            | 53,18      | Primer alcalde bajo elecciones directas |
| 1992 - 1995 | Jesús Alberto Cordero |                                            | 45,24      | Reelecto |
| 1995 - 2000 | Elisanower Depool     |                                            | -          | Segundo alcalde bajo elecciones directas (se realizaron elecciones generales adelantadas en el 2000 debido a la aprobación de la Constitución de 1999) |
| 2000 - 2004 | Elisanower Depool     |                                            | 54,12      | Reelecto |
| 2004 - 2008 | Argenis Arcaya        |                                            | 63,83      | Tercer alcalde bajo elecciones directas |
| 2008 - 2013 | Argenis Arcaya        |                                            | 48,88      | Reelecto (se postergan 1 año las elecciones municipales pautadas para finales del 2012)                                                                |
| 2013 - 2017 | Elisanower Depool     |                                            | 50,25      | Cuarto alcalde bajo elecciones directas |
| 2017 - 2021 | Cástor Díaz           |                                            | 79,46      | Quinto alcalde bajo elecciones directas |
| 2021 - 2023 | Argenis Arcaya        |                                            | 46,02      | Sexto alcalde bajo elecciones directas. Fallecido el 11 de febrero del 2023.                                                                           |
| 2023 - 2025 | Nayrobis Osteicochea  | link:Partido Socialista Unido de Venezuela | -          | Alcaldesa interina debido al fallecimiento de su predecesor Argenis Arcaya.                                                                            |

### Concejo municipal
Período 1989 - 1992
| Concejales:              | Partido político / Alianza |
| ------------------------ | -------------------------- |
| Francisco Solano Sánchez | COPEI                      |
| Héctor Romero            | COPEI                      |
| Francisco Vargas Barraez | COPEI                      |
| Oclis González           | COPEI                      |
| Rolando Calles           | AD                         |
| Pedro Monasterios        | AD                         |
| Elisanowel Depool        | AD                         |

Período 1992 - 1995
| Concejales:                 | Partido político / Alianza |
| --------------------------- | -------------------------- |
| Francisco Vargas Barraez    | COPEI                      |
| Francisco Solano Sánchez    | COPEI                      |
| Oclis González              | COPEI                      |
| Vicente Rodríguez           | COPEI                      |
| Alexis Castellanos          | COPEI                      |
| Elisanowel Depool           | AD                         |
| Chiquinquira de Castellanos | AD                         |

Período 1995 - 2000
| Concejales:       | Partido político / Alianza |
| ----------------- | -------------------------- |
| Diógenes Medina   | AD                         |
| Ali Rafael Navas  | AD                         |
| Domingo Rosendo   | AD                         |
| Pedro Monasterios | AD                         |
| Edgar González    | AD                         |
| Cervando Ollarves | COPEI                      |
| Dianicio Navas    | COPEI                      |

Período 2013 - 2018:
| Concejales        | Partido político / Alianza |
| ----------------- | -------------------------- |
| Adán Medina       | MUD                        |
| Amir Mahmud       | MUD                        |
| César Ollarves    | MUD                        |
| Edward Morles     | MUD                        |
| Mercy Monasterios | MUD                        |
| Margarita Segovia | PSUV                       |
| Jennedith Foata   | PSUV                       |

Período 2018 - 2021
| Concejales         | Partido político / Alianza |
| ------------------ | -------------------------- |
| Yohel Flores       | PSUV                       |
| Liliana Sánchez    | PSUV                       |
| Doam Medina        | PSUV                       |
| Jesemy Miquelena   | PSUV                       |
| Johannys Reyes     | PSUV                       |
| José Ramón Revilla | PSUV                       |
| Jennedith Foata    | PSUV                       |

Período 2021 - 2025
| Concejales:         | Partido político / Alianza |
| ------------------- | -------------------------- |
| Liliana Sánchez     | PSUV                       |
| Jamil de Flores     | PSUV                       |
| Margarita Segovia   | PSUV                       |
| Nelson Transmonte   | PSUV                       |
| Nayrobi Osteicochea | PSUV'                      |
| Miguel Flores       | MUD                        |
| Yvangela Smith      | MUD                        |